# Archie Comics
Archie Comics ist ein amerikanischer Comicverlag. Bekanntheit erlangte er durch seine wohl bekannteste Serie, das dem Verlag namensgebende Archie-Comic, sowie die in Deutschland wohl bekannteste Figur Sabrina the Teenage Witch; dazu kommt Sonic the Hedgehog.

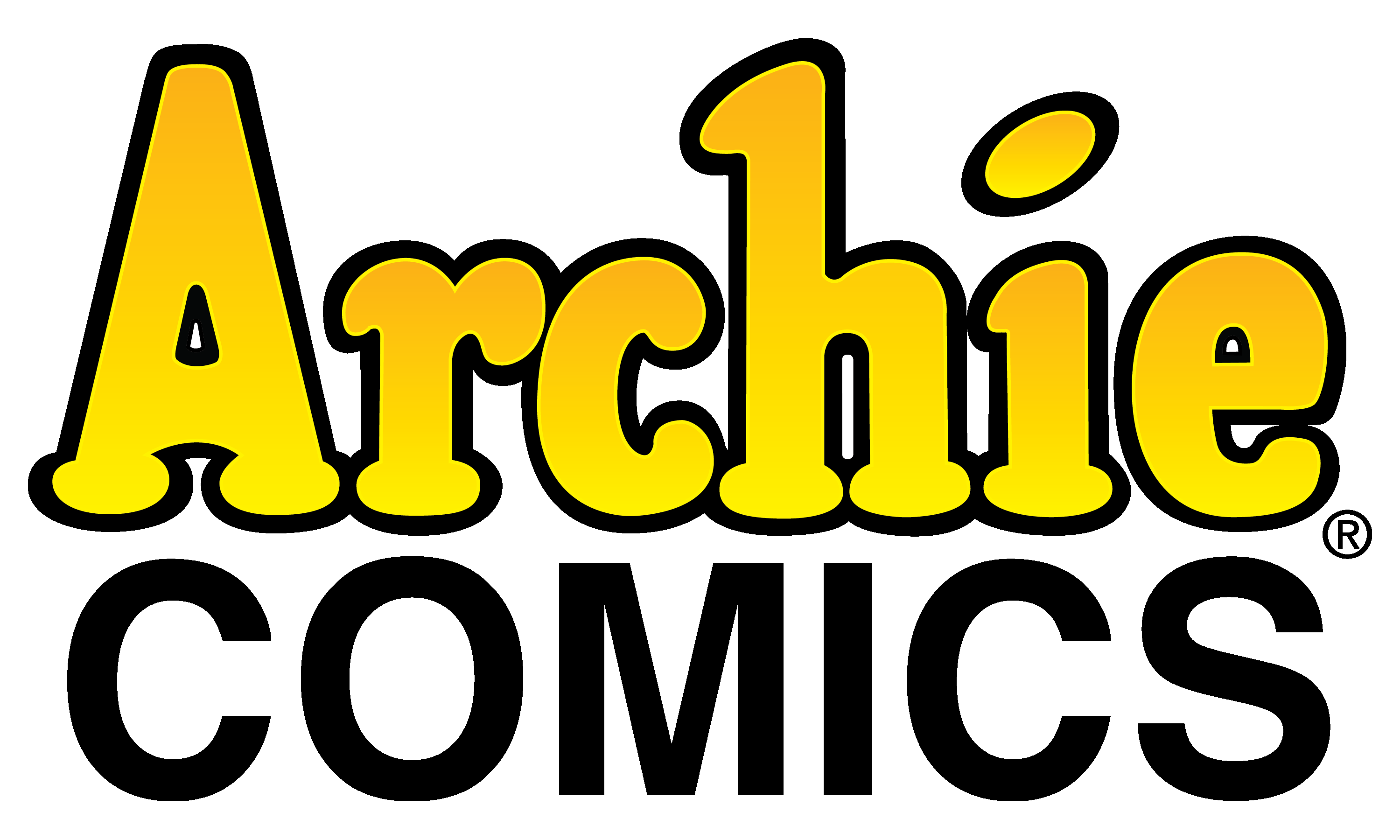
Logo

## Verlagsgeschichte
Die Archie-Comicserie wurde in den frühen 1940er Jahren von John L. Goldwater (Herausgeber), Vic Bloom (Storyschreiber) und Bob Montana (Zeichnungen) erfunden. Sitz des Verlags ist Mamaroneck, New York.
Der Verlag startete ursprünglich im Jahre 1939 als MLJ Magazine, welches von Goldwater, Maurice Coyne und Louis Silberkleit gegründet wurde (der Firmenname steht für die Initialen der Gründervornamen). Eines ihrer ersten berühmten Werke – und auch die erste patriotische Comicserie überhaupt – war The Shield, eine Kriegscomicreihe, welche von 1940 bis 1944 die Hauptpublikation des Verlages war, bis sie in ihrer Beliebtheit von der Archie-Serie abgelöst wurde.
Die erste Archie-Geschichte erschien im Dezember 1941 (US-Pep Comics #22), inspiriert wurde Goldwater dazu durch den Erfolg der Andy-Hardy-Filmreihe mit Mickey Rooney, die ebenfalls das Leben amerikanischer Teenager in den Mittelpunkt stellte. Auch Archie erwies sich mit der Zielgruppe auf amerikanische Teenager beliebt, aufgrund des zunehmenden Erfolges nannte sich MLJ schließlich in Archie Comics Publications um. Auch heute noch genießt die Serie in Amerika hohe Popularität und wird weiterhin verlegt. Ab #114 wurde der Serienname schlicht auf Archie abgekürzt.
In Deutschland erschienen Ende der 1960er bzw. Anfang der 1970er einige Archie-Comics in der Serie MV Comix sowie 1976 als Taschenbuch.

## Medienadaptionen
In Deutschland ist die Serie weitgehend unbekannt, aber einige ihrer Publikationen wurden als Real- und Zeichentrickfilme und -serien umgesetzt und sind zum Teil auch in Übersee bekannt geworden, wie Sabrina the Teenage Witch. Auch von Archie selbst gibt es einen Live Action TV-Film auf Deutsch (Titel: Drei Frauen für Archie; Original: Archie - To Riverdale and Back Again), in dem die Handlung jedoch ins Erwachsenenalter der Charaktere verlegt wurde.
Auf VHS sind vom Karussell Verlag vier 30-minütige Folgen der The new Archies auf Deutsch herausgegeben worden. 2010 erschien im Verlag FM Kids (Foreign Media Group) in der Reihe Die Trickfilm Klassiker der Film Die Archies: Aufgetaut und nicht zu bremsen auf DVD.
Eine Musikergruppe aus den Sechzigern benannte sich The Archies nach einer von Archie, Betty, Veronica, Jughead und Reggie gegründeten und geführten Musikgruppe.
Auf Netflix gibt es die Serie Riverdale, die auf den Charakteren aus den Comics basiert und diese als Oberstufenschüler darstellt. Zurzeit besteht diese aus sieben Staffeln.

## Charaktere
Archie handelt hauptsächlich vom Titelcharakter, einem rothaarigen, sommersprossigen Jungen namens Archibald „Archie“ Andrews, der im Örtchen Riverdale wohnt und zur Schule geht. Archie ist der typische Durchschnittsteenager: Immer auf Spaß aus, immer knapp bei Kasse, immer hinter den Mädchen her und immer in so manchen Schwierigkeiten steckend (nicht nur in der Schule). In Archies Leben tummeln sich noch eine Vielzahl von anderen Figuren, von denen einige der Wichtigsten im Folgenden vorgestellt werden:
- Betty Cooper und Veronica Lodge: Betty und Veronica sind zwei Mädchen und Schulkameradinnen von Archie an der Riverdale High und zugleich beste Freundinnen und größte Rivalinnen um Archies Gunst. Betty ist ein blondes, freundliches und extrem multitalentiertes Mädchen aus bürgerlichem Haus; Veronica ist die verwöhnte schwarzhaarige Tochter eines schwerreichen Industriellen.
- „Jughead“ Jones (Forsythe P. Jones) ist Archies bester Freund. Jughead (zu Deutsch: „Maultier“, ein Slangausdruck im Sinne von „Holzkopf“) ist ein gefräßiger Faulpelz, wie er im Buche steht, aber sein Verhalten versteckt einen feingeprägten Scharfsinn – den er allerdings nur anschaltet, wenn ihm danach ist. Jugheads Markenzeichen ist seine eigentümliche Kopfbedeckung, die einer Krone ähnelt. Hierbei handelt es sich um eine „whoopee cap“, eine Kopfbedeckung, welche in der Mitte des 20. Jahrhunderts bei jungen Amerikanern beliebt war. Außerdem hält er sich einen Hund namens Hot Dog, der in seinem Wesen sehr nach seinem Herrchen kommt.
- Reginald „Reggie“ Mantle: Der möchtegernsmarte Reggie ist der unfreiwillige Schulclown auf der Riverdale High, denn er ist ein angeberisches Großmaul, dessen ungezügelte Klappe ihn immer wieder in große Schwierigkeiten reitet.
- Marmaduke „Moose“ Mason und Midge Clump: Ein Pärchen an Riverdale High, wie es gegensätzlicher nicht sein kann. Moose ist der Stärkste, aber gleichzeitig auch der geistig Langsamste der Riverdale-Schüler. Er reagiert aber schnell eifersüchtig, wenn irgendein Junge (ganz besonders Reggie) es wagen sollte, seine Freundin Midge auch nur anzusprechen – und nur die Dümmsten oder die Wagemutigsten sind blöd genug, um seinen Zorn und seine rund 200 Pfund Muskelmasse gegen sich aufzubringen!
- Dilton Doiley: Der typische „Nerd“ - kleingewachsen, scheu, unsportlich und Brillenträger, aber hochintelligent und belesen. Ist besonders dick mit Moose befreundet, dem er regelmäßig Nachhilfe gibt.
- Chuck Clayton: Ein afroamerikanischer Schüler und einer der besten Athleten der Riverdale High. Sein Vater (Coach Clayton) arbeitet als Sportlehrer in der Schule. Chuck geht fest mit Nancy Woods, ebenfalls Afroamerikanerin.
- Ethel Muggs (Big Ethel): Ein Mädchen, welches eine große Schwäche für Jughead hat, welcher aber nur etwas von ihren Keksen wissen will, die sie für ihn backt. Eigentlich eine eher als unattraktiv dargestellte Figur, hat sie in der Serie auch ein paar Makeovers erhalten, in denen sie recht ansprechend aussieht.
- Mr. Hiram Lodge: Veronicas Vater ist der reichste Mann in Riverdale. Im Gegensatz zu seiner Tochter hält er nicht sehr viel von Archie, zumal dieser ihm in der Regel recht kostspielige Kleinkatastrophen ins Haus trägt.
- Mr. Waldo Weatherbee: Der Direktor von Riverdale High. Ein eher altmodischer Zeitgenosse, den die Eskapaden seiner Schüler (ganz besonders Archie) oftmals an den Rand eines Nervenzusammenbruchs treiben.
- Miss Grundy, eine ältere und trotz ihres strengen Wesens recht beliebte Lehrerin an der Riverdale High.
- Pop Tate ist der Betreiber einer Eisdiele, in der die Riverdale-Schüler gute Kunden sind und daher mit Pop ein sehr freundschaftliches Verhältnis unterhalten.
- Cheryl und Jason Blossom: Ein Zwillingspaar, das auf die Eliteakademie Pembrooke zur Schule geht. Beide sind in der Regel recht hochnäsig gegenüber den bürgerlichen „Townies“ (zu welchen sie auch Archie und Konsorten zählen), was sie aber nicht davon abhält, mit ihnen zu interagieren – entweder aus romantischen Interessen (Jason wegen Betty, Cheryl wegen Archie) oder um sie mal richtig zu ärgern.
Der Charakter der rothaarigen Cheryl war so beliebt, dass er sogar seine eigene limitierte Comicserie hatte (siehe Publikationen).

Weitere:
- Josie and the Pussycats: Eine Girl-Rockgruppe, die sich aus der rothaarigen Josie, der afroamerikanischen Valerie und der blonden Melody zusammensetzt und besonders für ihre markanten Katzenkostüme bekannt ist. Die Heftreihe wurde auch in einer Cartoonserie und einem Actionfilm umgesetzt und war auch das Namensvorbild für eine Bubblegum-Rockgruppe aus den Siebzigern.

## Publikationen (Auswahl)
- Archie

- Archie and Me
- Archie at Riverdale High
- Life with Archie
- Betty, Veronica und Betty & Veronica
- Jughead
- Reggie and Me
- Cheryl Blossom
- Archie Meets the Punisher (1994) - Eine humorvolle Crossoverausgabe mit Archie und dem Punisher der Marvel Comics

- Josie and the Pussycats (1963–1982)
- Sabrina the Teenage Witch (ab 1971 in mehreren Etappen)
- Sonic the Hedgehog (1993–2017)
- The Mighty Crusaders

Im Deutschen wurden die Mighty Crusaders von 1982 bis 1984 vom Condor Verlag unter dem Titel Das ruhmreiche Starteam als Taschenbuchserie veröffentlicht.
- Teenage Mutant Ninja Turtles Adventures, anfangs eine Comicadaption der Zeichentrickserie Teenage Mutant Hero Turtles, die sich im Laufe der Zeit jedoch allmählich zu einer eigenständigen Handlungsreihe entwickelte.